# Personhistorisk tidskrift
Personhistorisk tidskrift är en tidskrift som utges av Personhistoriska Samfundet. Den grundades 1898 och ersatte då Svenska autografsällskapets tidskrift.
Redaktör för de båda tidskrifterna 1891–1903 var Fredrik Ulrik Wrangel. Personhistorisk tidskrift redigerades 1925–1927 av Sixten Humble. Nuvarande redaktör (2023) är Lars Mikael Andersson.